# Andriolata
Andriolata  este un oraș în Grecia în prefectura Kefalonia.